# بالگردگاه مرکز پزشکی قلب سکرد
بالگردگاه مرکز پزشکی قلب سکرد (به انگلیسی: Sacred Heart Medical Center Heliport) یک فرودگاه خصوصی است. این فرودگاه در کشور ایالات متحده آمریکا قرار دارد و در ارتفاع ۱۵۱ متری از سطح دریا واقع شده است.